# Puncak Jaya
Puncak Jaya (Vârful izbândei), numit și Piramida Carstensz, este cel mai înalt munte din Oceania, cu o înălțime de 4884 m.  Muntele se găsește în partea de vest 
a insulei Papua, parte a Indoneziei din 1962. Face parte din „Cele șapte vârfuri” (Seven Summits, cele mai înalte vârfuri de pe fiecare din cele șapte continente), fiind în același timp și cel mai înalt munte de pe o insulă.
Muntele se află în apropiere de mina Grasberg, una dintre cele mai mari mine de aur din lume. Muntele a luat naștere prin procesele tectonice de scufundare a plăcii Pacificului sub placa indo-australă.

## Istoric
Denumirea inițială de Piramida Carstensz a fost dată după numele exploratorului olandez Jan Carstenszoon, cunoscut și sub numele de Jan Carstensz, primul european care, într-o zi senină a anului 1623, a văzut ghețarii de pe coastele muntelui. La întoarcerea în Europa, a fost ridiculizat pentru faptul că a văzut ghețari în apropiere de ecuator. Aceată denumire este folosită în continuare de alpiniști.
Cu toate că porțiunea înzăpezită a muntelui a fost atinsă încă în 1909, de alt olandez, Hendrik Albert Lorentz, împreună cu șase hamali indigeni, pe vârf a ajuns abia expediția organizată în 1962 de un alpinist austriac, Heinrich Harrer, îsoțit de trei prieteni, Temple, Kippax și Huizenga.
În anii '60, după ce a intrat sub stăpânirea Indoneziei, muntele a fost denumit Puntjak Soekarno, sau Puncak Sukarno, adică Vârful Sukarno, după numele celui care a fost primul președinte al Indoneziei, după declararea independenței în 1945.
Ulterior, numele a fost schimbat în Puncak Jaya, cuvântul jaya însemnând "izbândă", "victorie", "victorios" sau "glorios".